# Doğanşehir
Doğanşehir là một huyện thuộc tỉnh Malatya, Thổ Nhĩ Kỳ. Huyện có diện tích 1240 km² và dân số thời điểm năm 2007 là 40688 người, mật độ 33 người/km².